# Maria Soledad Iparraguirre
Maria Soledad Iparraguirre, àlies «Anboto» (Eskoriatza, 25 d'abril de 1961) és una activista política basca i històrica militant d'Euskadi Ta Askatasuna (ETA).

## Biografia
Procedent d'una família de militants de l'organització armada ETA, va ser integrant del comando Araba el 1984 i fins a la seva desarticulació el 1986, de l'escamot itinerant el 1991 i 1992, membre del comando Madrid entre 1993 i 1995 i del comando Itsasadar el 2006.
Arran de la detenció d'Iñaki Picabea, Anboto va ser anomenada responsable dels taldes legals entre principis de 1993 i finals de 1998, i des de llavors s'ocupà del cobrament, gestió i distribució de l'impost revolucionari. Fou considerada una de les membres del Comitè Executiu de l'organització armada juntament amb el seu company sentimental, Mikel Antza, amb qui vivia a una casa del germà de Robèrt Arricau entre 1999 i 2004 a Salias, Ignacio Gracia Arregi, Asier Oiartzabal i José Luis Arrieta.
Anboto fou detinguda a França el 2004 amb Mikel Antza i, després de complir dos anys de condemna a l'Estat francès, van ser traslladats a l'Estat espanyol per ser jutjats. Anboto fou succeïda al capdavant de l'aparell financer per Ainhoa Ozaeta Kuraia.
L'any 2011, va ser l'encarregada, amb Josu Ternera, de llegir el comunicat d'ETA sobre el cessament definitiu de l'activitat armada «a fi d'obrir un procés de diàleg directe que tingui per objectiu la resolució de les conseqüències del conflicte i la superació de la confrontació». El 2018, ambdós també van anunciar la dissolució definitiva de l'organització armada, el desmantellament del conjunt de les seves estructures i el final de la seva trajectòria política.
L'any 2021, Anboto va acceptar una condemna de 15 anys de presó per planejar assassinar el rei Joan Carles I d'Espanya en la inauguració del Museu Guggenheim de Bilbao el 1997 «sempre i quan no comportés cap risc per a persones alienes a l'aparell de l'Estat».